# Hermes
Hermes (grško Ἑρμῆς) je olimpski bog v grški religiji in mitologiji, sin Zevsa in Plejade Maje. Bil je drugi najmlajši med olimpskimi bogovi.
Hermes je bog prehodov in meja. Opisan je kot hiter in prebrisan, ki se prosto giblje med svetovoma smrtnikov in bogov. Predstavljen je tudi kot odposlanec in glasnik bogov: priprošnjik med smrtniki in bogovi in spremljevalec duše v posmrtno življenje. Razumljen je bil kot zaščitnik in pokrovitelj pastirjev, tatov, govorništva in duhovitosti, literature in poezije, športnikov in športa, izumov in trgovine, cest, mej in popotnikov.
V nekaterih mitih je prevarant in ukani druge bogove za lastno zadovoljstvo ali zaradi človeštva. Njegovi atributi in simboli so: herma, petelin, želva, denarnica ali torbica, krilate sandale in krilati klobuk. Njegov glavni simbol je grški kerikej ali latinski kerikej (kaducej) z dvema kačama, ovitima okoli palice in s krili na vrhu.
V rimski prilagoditvi grškega panteona je Hermes rimski bog Merkur, ki je, čeprav so ga Rimljani podedovali od Etruščanov, razvil številne podobne značilnosti kot zavetnik trgovine.

## Etimologija
Najzgodnejša oblika imena Hermes je mikenska grščina *hermāhās, napisano e-ma-a2 (e-ma-ha) v zlogovni  linearni pisavi B. Večina učenjakov meni, da beseda "hermes" izvira iz grške ἕρμα herma, "opora, kup kamenja, mejni čuvaj", iz katerih izhaja beseda hermai ("mejnik, kažipot, posvečen Hermesu kot bogu popotnikov"). Etimologija ἕρμα sama je neznana (verjetno ni indoevropska beseda). R. S. P. Beekes zavrača povezavo z besedo herma in meni, da je izvor predgrški.
Znanstveno kritično ugibanje, da beseda "hermes" izhaja iz bolj primitivne oblike pomena "možic", je sporno . V grščini hermaion pomeni srečna najdba.
Prav tako nekateri primerjajo Hermesa z vedsko Saramo.

## Mitologija

### Zgodnji grški viri

#### Homer in Heziod
Homer in Heziod sta upodobila Hermesa, izurjenega za goljufiva dejanja in tudi kot dobrotnika smrtnikov. V Iliadi se je imenoval "prinašalec sreče", "vodnik in varuh" ter "mojster vseh trikov". Bil je božji zaveznik Grkov proti Trojancem, vendar je zaščitil Priama, ko je odšel v grški tabor iskat truplo svojega sina Hektorja, in ga spremljal nazaj v Trojo.
Rešil je tudi Aresa iz soda, kamor sta ga zaprla Otos in Efialt. V Odiseji je pomagal svojemu vnuku Odiseju tako, da ga je obvestil o usodi njegovih tovarišev, ki jih je Kirka spremenila v živali. Hermes mu je naročil, naj se zaščitijo z žvečenjem čarobnega zelišča; Kalipso je sporočil Zevsovo naročilo, naj osvobodi Odiseja in mu dovoli oditi z njenega otoka, da bo nadaljeval svojo pot domov. Ko je Odisej ubil snubce svoje žene, je Hermes vodil njihove duše v Had. V Delih in dnevih je Zevs ukazal Hefajstu, da ustvari Pandoro, da osramoti človeštvo s kaznovanjem Prometeja, ki je ukradel ogenj z nebes; vsak bog ji je dal darilo, Hermesovo darilo so bile laži, zapeljive besede in dvomljiv značaj; nato jo je poslal na Zemljo, kjer se je poročila z Epimetejem.

#### Ajshil, Sofokles, Evripid
Ajshil je v Evmenidah zapisal, da je Hermes pomagal Orestu ubiti Klitajmnestro pod lažno identiteto in opisal druge njegove zvijače, trdil, da je bil bog iskanj in da je iskal izgubljene ali ukradene stvari. V Filoktetu se Sofokles sklicuje na Hermesa, ko mora Odisej prepričati Filokteta, da se pridruži trojanski vojni na strani Grkov in v Evripidovi Rezos Hermes pomaga Dolonu vohunu v grški mornarici.

#### Ezop
Ezop ga pokaže v več svojih basnih kot vladarja vrat preroških sanj, kot boga športnikov, užitnih korenin in gostoljubnosti. Pravi tudi, da je Hermes vsaki osebi dodelil njegov delež pameti.

### Helenistični grški viri
Več piscev helenističnega obdobja je razširilo seznam Hermesovih dosežkov. Kalimah je dejal, da je Hermes sam prikrito kot Kiklop prestrašil Okeanide in bil neposlušen do svoje matere. Ena od orfejskih hvalnic Ktonij je posvečena Hermesu, kar kaže, da je bil tudi bog podzemlja. Ajshil ga je večkrat imenoval s tem vzdevkom. Druga je hvalnica Hermesu, v kateri je njegova povezava z atletskimi igrami mistična.
Flegont iz Tral je dejal, da je ščitil pred duhovi in Psevdoapolodor poroča o več dogodkih, ki vključujejo Hermesa. Sodeloval je pri gigantomahiji pri obrambi Olimpa; dobil je nalogo, da nese dojenčka Dioniza Atamantu in njegovi ženi ter Semelini sestri Ino, pozneje pa Nimfam, spremljal je Hero, Ateno in Afrodito na lepotno tekmovanje; mlademu Herkulu je dal meč, ko je končal svoje izobraževanje, svoje sandale je posodil Perzeju. Tračanski knezi so ga glede na prednike enačili s svojim bogom Zamolksisom.

## Hermesovi vzdevki

### Kriofor (Moskofor)
V antičnem grškem kultu je kriofor (grško κριοφόρος) ali criophorus – "nosač ovna" lik, ki prikazuje slovesno žrtvovanje ovna. Postal je vzdevek Hermesa: Hermes Kriofor.

### Argeifont
Hermesov vzdevek Ἀργειφόντης Argeiphontes (latinsko Argicida) pomeni "Argosov morilec". Ubil je stookega velikana Argosa, ki mu je Hera zaupala v varstvo v telico spremenjeno Io v svetišču kraljice Here v Argosu. Hermes ga je prej uspaval s piščalko. Argosove oči so nato postale del pavovega repa, simbola boginje Here.

### Glasnik in vodnik
Glavna Hermesova naloga je bila glasnik. Hermes diaktor (ali angelos) – sel, glasnik – je v resnici videti v tej vlogi le pri Zevsu na straneh Odiseje,
... Oh, mogočen glasnik bogov zgornjih in spodnjih svetov ... (Ajshil),
v klasičnih spisih, Evripidovi Elektri in Ifigeniji pri Tavrijcih in v Epiktetovih Diatribah. 
Božanski sel in glasnik bogov nosi darila svojega očeta, petasos (klobuk) in talaria (krilate sandale) ...
in tudi:
- Hodij, zaščitnik popotnikov
- Onejropomp, spremljevalec sanj
- Pojmander, pastir moških
- Psihopomp, spremljevalec duš in psihogog, spremljevalec ali vodja duš v (ali skozi) podzemlje.

### Trgovina
- Agorej, z agore; ki pripada trgu (v Aristofanu)
- Empolaj, ki se ukvarja s prometom in trgovino

Hermes je včasih upodobljen v umetniških delih s torbico. 

### Dolij
- Dolij (lit. Prebrisan) [57])

Hermes je bil amoralen kot dojenček, čeprav ga je Zevs poslal na zemljo kot učitelja človeštva, da bi ga naučil znanja in vrednot pravičnosti in izboljšanja medčloveških odnosov ("vezi med smrtniki").
Hermes naj bi bil mojster retoričnega prepričevanja in posebnega vsiljevanja, bog običajno to počne ponoči. Hermes pozna meje in jih prečka, da jih zmede.

### Dodatno
Drugi vzdevki so še:
- htonij – na festivalu Athenia Hitri je žrtvovanje videl samo bog [93] [94]
- kilenij, rojen na gori Kileni
- epimelij, varuh čred
- enagonij, povezan z igrami, olimpijskimi
- enoid, na cesti
- kojnos
- kriofor "nosač ovna"
- plutodot, darovalec bogastva (kot izumitelj požara)
- propilaj, "pred vrati" (varuh pri vratih),
- strofaj "ki stoji na poštni vratih"
- strofij, "tečaj vrat", zaščitnik vrat (tudi meja), v templju
- gimnazij, pokrovitelj gimnazij

## Čaščenje in kult
Kult je bil ustanovljen v Grčiji v oddaljenih regijah, verjetno je bil zato bog narave, kmetov in pastirjev. Morda je bil v začetku božanstvo s šamanskimi atributi, povezanimi s prerokovanjem, spravo, magijo, žrtvovanjem ter iniciacijo in v stiku z drugimi ravnmi obstoja v vlogi posrednika med svetom vidnega in nevidnega.
V 3. stoletju pred našim štetjem je v pogovoru med Petosirisom (duhovnik) in  kraljem Nehopsom, verjetno napisano v Aleksandriji okoli 150 pred našim štetjem, navedeno, da je Hermes učitelj vseh skrivnih modrosti, do katerih je prišel z izkušnjami religiozne zamaknjenosti.
Zaradi svoje nenehne mobilnosti je veljal za boga trgovine in družabnih stikov, v poslovanje je prinašal bogastvo, še posebej nenadno ali nepričakovano, potovanj, cest in križišč, mej in mejnih okoliščin ali prehodnosti, sprememb, sporazumov in pogodb, prijateljstva, gostoljubnosti, spolnega občevanja, iger, podatkov, žrebanj, sreče, žrtvovanja, žrtvovanja živali, čred in pastirjev, plodnosti zemlje in živine. Poleg tega da je bil Zevsov sel je spremljal duše umrlih v Had in spremljal sanje, ki jih je Zevs pošiljal smrtnikom.

### Templji
Eno izmed najstarejših Hermesovih svetišč je gora Kilena v Arkadiji, na kateri naj bi bil po mitu tudi rojen. Izročilo pravi, da je njegov prvi tempelj zgradil Likaon. Kult naj bi sprejeli v Atenah, nato pa se je razširil po vsej Grčiji. Njegovih templjev in kipov je bilo veliko. Lukijan iz Samozate v Siriji je napisal, da je videl templje Hermesa vsepovsod.
V mnogih krajih so bili templji posvečeni v povezavi z Afrodito, v Atiki, Arkadiji, na Kreti, Samosu in v Veliki Grčiji. Mnoge najdbe v templjih so razkrile njegovo vlogo pri iniciaciji mladih v odraslo dobo, med njimi tudi vojakov in lovcev, ker so vojno in nekatere oblike lova gledali kot na obred iniciacije. Ta Hermesova vloga pojasnjuje, zakaj ga nekatere slike v templjih in na posodah kažejo kot najstnika. Kot mecen športnikov in borcev je bil Hermesov kip v telovadnicah in tudi v svetišču dvanajstih bogov v Olimpiji, kjer so Grki slavili olimpijske igre. Njegov kip je bil na oltarju, posvečen njemu in Apolonu. Tempelj na Aventinskem griču v Rimu je bil posvečen leta 495 pred našim štetjem.
Simboli Hermesa so palma, želva, petelin, koza, številka štiri, več vrst rib, kadilo. Žrtvovanje vključuje med, pecivo, prašiče, koze in ovce. V svetišču Hermesa Promahosa v Tanagri je drevo jagodičnica, pod katerim naj bi ustvarjal, v hribih Fene pa tečejo trije sveti izviri, v katerih naj bi se kopal ob rojstvu.

### Festival
Hermesova pojedina je bil poseben festival hermeja, ki se je praznoval z žrtvovanjem bogu in s športniki, verjetno ustanovljen v 6. stoletju pred našim štetjem, vendar o festivalu ni ohranjenih nobenih dokumentov pred 4. stoletjem pred našim štetjem. Platon je dejal, da se je Sokrat udeležil hermeje. Od vseh festivalov, ki vključujejo grške igre, so bile najbolj zanimive iniciacije, ker je bila udeležba na njih omejena na mlade fante, odrasli so bi izključeni.

## Herma
V antični Grčiji je bil Hermes falični bog meja. Njegovo ime v obliki herme (nekakšen doprsni kip na visokem podstavku) je bilo uporabljeno za obcestna znamenja kot kup kamenja; vsak popotnik je dodal kamen na kup. V 6. stoletju pr. n. št. je Hiparh, Pizistratov sin, nadomestil možice, ki so zaznamovali vmesne točke med vsako vaško demo z osrednjo agoro Aten s kvadratnim ali pravokotnim stebrom iz kamna ali brona, dopolnjen z doprsnim kipom Hermesa z brado. Pokončni falus je rasel iz osnove. Na gori Kileni ali kilenski hermi je bil kamnit ali lesen steber preprosto izklesan falus. V Atenah so herme postavljali zunaj hiše za srečo.
Leta 415 pred našim štetjem, ko je atenska flota odplula v Sirakuze med peloponeškimi vojnami so bile vse atenske herme razdejane v eni noči. Atenci so takrat verjeli, da je to delo saboterjev iz Sirakuz ali protivojne frakcije v Atenah samih. Sokratov učenec Alkibiad je bil prvi osumljen in Sokrat je posredno plačal za brezbožnost s svojim življenjem.

## Umetnost in ikonografija
Podoba Hermesa je zelo raznovrstna glede na grško umetnost in kulturo. V arhaični Grčiji je bil običajno upodobljen kot zrel človek, brkat, oblečen kot popotnik, glasnik ali duhovnik. V klasični in helenistični Grčiji je običajno upodobljen kot mlad in gol športnik, kot se spodobi za boga govorca in športnika, ali s haljo, kar je veljalo stoletja. Ko je predstavljal logiosa (govorca), je bila njegova podoba v skladu z atributom. Fidijev kip slavnega Hermesa Logiosa in drug Praksitelov kip, prav tako dobro znan, ga prikazuje z otrokom Dionizom v roki. V celotnem helenističnem obdobju, rimskem in vso zahodno zgodovino do današnjih dni se pojavljajo nekateri njegovi značilni predmeti, vendar niso vedno vsi skupaj.
Med temi predmeti je širok klobuk, ki so ga pogosto uporabljali podeželski ljudje v antiki, da so se zaščitili pred soncem in je bil v poznejših časih okrašen s parom majhnih kril; včasih klobuka ni in je lahko zamenjan s krili, ki se dvigajo iz las. Drug predmet je palica – kerikej – z dvema prepletenima kačama in včasih okronana s parom kril in žogo. Ta oblika je ostala v uporabi tudi po tem, ko je bil Hermes povezan z Merkurjem pri starih Rimljanih.
Kerikej se je pojavil s Hermesom in je dokumentiran med Babilonci okoli 3500 pr. n. št. Dve kači, zaviti okoli palice, je bil simbol boga Ningišzida, ki je bil posrednik med ljudmi in boginjo Ištar ali vrhovnim bogom Ninurta. V Grčiji so bili tudi drugi bogovi upodobljeni s kerikejem, vendar je bil v glavnem povezan s Hermesom. Imel naj bi moč, da bi ljudje zaspali ali se zbudili, zagotovil naj bi mir med sprtima stranema, je znak njegove avtoritete, ki ga uporablja kot žezlo.
Bil je prikazan na vratih, morda kot amulet za srečo ali pa kot simbol očiščenja. Kerikej se ne sme zamenjati z Asklepijevo palico, zavetnico medicine in Apolonovega sina, ki nosi le eno kačo. Po renesansi se je kerikej pojavil tudi v heraldičnih znakih in je zdaj simbol trgovine.
Njegove sandale, imenovane pédila pri Grkih in talaria pri Rimljanih, so bile narejene iz palme in vej mirte, bile so opisane kot lepe, zlate in nesmrtne, umetniško oblikovane, ki so bile sposobni hoditi po cesti s hitrostjo vetra. Prvotno niso imele kril, tako so jih upodabljali poznejši umetniki. V nekaterih podobah krila izvirajo neposredno iz gležnjev. 
Bil je upodobljen s torbico ali denarnico v rokah, nosil je plašč ali ogrinjalo, ki je imelo moč podeljevanja nevidnosti. Njegovo orožje je bil meč iz zlata, zaradi katerega je umrl Argos; posodil ga je Perzeju, da je ubil Meduze.

## V drugih religijah

### Krščanstvo
V Apostolskih delih 14, 8–10, je sveti Pavel obiskal Listro v osrednji Anatoliji, kjer je ozdravil človeka, ki je bil hrom od rojstva. Človek je skočil pokonci in začel hoditi in tako navdušil množice, da so ga zamenjali za Hermesa.